# Samsonite (azienda)
Samsonite International S.A., comunemente nota come Samsonite, è una multinazionale statunitense del settore valigeria con sede a Lussemburgo. 
Produce e commercializza una gamma di prodotti che va dalle grandi valigie alle piccole borse per articoli da toeletta e ventiquattrore, distribuendo i propri prodotti attraverso numerosi marchi noti, tra cui lo stesso marchio.

## Storia

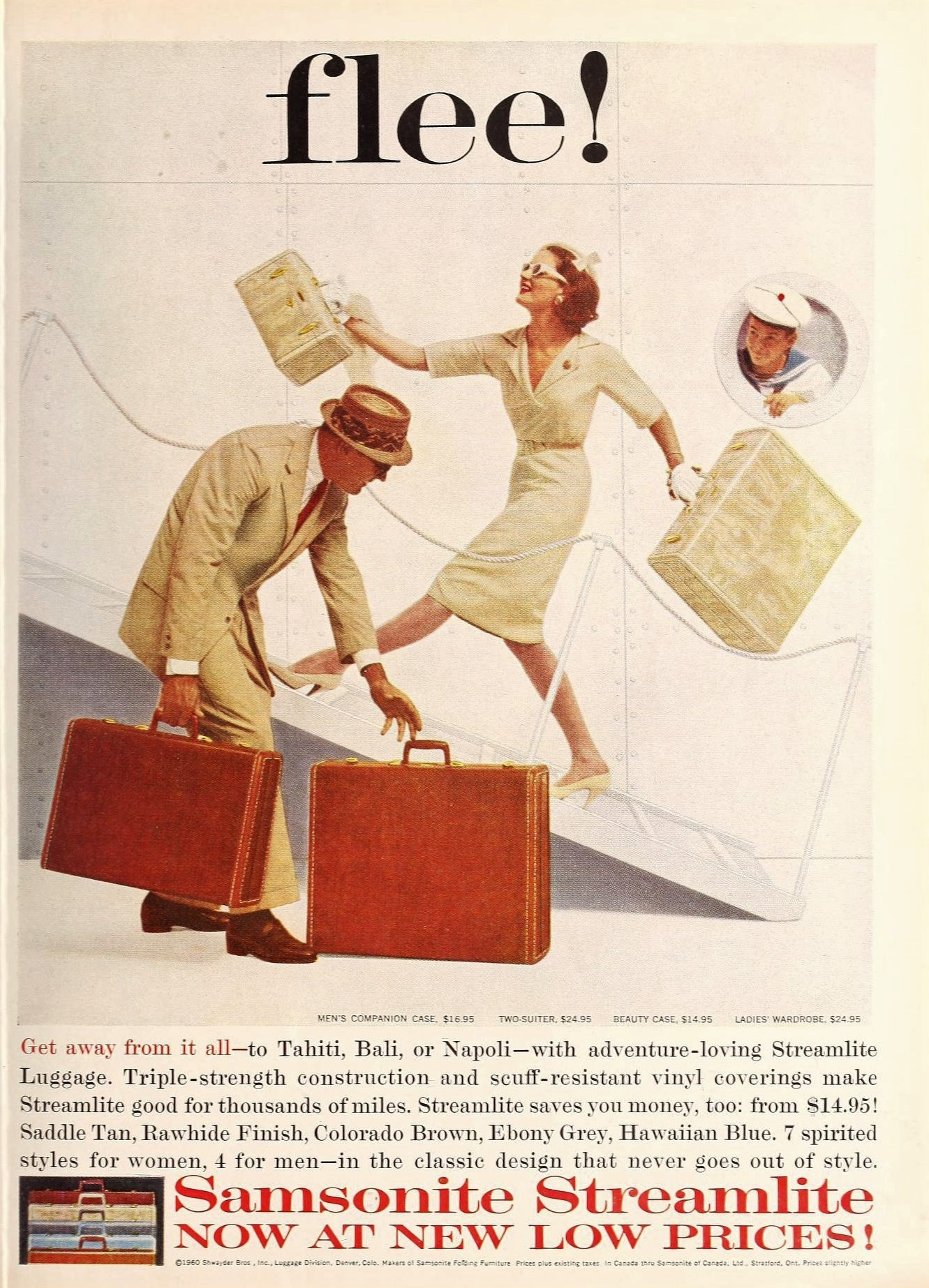
Una pubblicità di Samsonite del 1960

Samsonite fu fondata a Denver, Colorado, il 10 marzo 1910 da Jesse Shwayder (1882–1970), un venditore di valigie originario di Black Hawk, Colorado, con la denominazione di Shwayder Trunk Manufacturing Company. Uomo profondamente religioso, Shwayder diede il nome Samson (Sansone) a una delle sue prime valigie, ispirandosi alla figura biblica nota per la sua forza. Nel 1941 introdusse ufficialmente il marchio Samsonite, utilizzato inizialmente per una valigia affusolata in fibra vulcanizzata, già lanciata nel 1939.
Nel 1965, a seguito del successo commerciale della valigia Samsonite, l’azienda cambiò la propria ragione sociale in Samsonite Corporation. Per molti anni, una consociata dell’azienda, la Samsonite Furniture Co., produsse sedie pieghevoli e tavolini da gioco a Murfreesboro, nel Tennessee.
Nel 1973, la famiglia Shwayder vendette l’impresa al conglomerato Beatrice Foods. L’anno successivo, nel 1974, Samsonite introdusse sul mercato la sua prima valigia dotata di ruote.
Nel 1986, Beatrice cedette Samsonite alla società di private equity Kohlberg Kravis Roberts (KKR). Da quel momento, tra gli anni Ottanta e Novanta, l’azienda fu oggetto di frequenti passaggi di proprietà, attraversando un periodo di instabilità finanziaria. In seguito, KKR spinse Samsonite all'interno del gruppo E-II Holdings, che passò sotto il controllo di Fortune Brands. Dopo una procedura fallimentare, E-II venne rinominata Astrum International.
Nel 1993, Astrum acquisì il marchio American Tourister, specializzato in valigeria di fascia media. Due anni dopo, nel 1995, Astrum si scisse, e Samsonite tornò a essere un’entità indipendente, con sede nuovamente a Denver, includendo anche American Tourister. Lo stabilimento di Denver, che impiegava fino a 4.000 lavoratori, chiuse nel maggio del 2001.
Nel maggio 2005, dopo un nuovo cambio di proprietà, la sede centrale fu trasferita da Denver a Mansfield, Massachusetts. A partire dal 1º settembre, anche gli uffici marketing e vendite statunitensi si spostarono da Warren, Rhode Island, a Mansfield. Nello stesso anno, l’azienda fu acquistata da Marcello Bottoli, ex amministratore delegato di Louis Vuitton, con l’intento di rilanciare il marchio.
Nel luglio 2007, la società di private equity CVC Capital Partners acquisì Samsonite per 1,7 miliardi di dollari, divenendo il quinto proprietario dell’azienda in soli 21 anni.

Bagaglio a mano Samsonite

Il 2 settembre 2009, la divisione retail statunitense, Samsonite Company Store LLC, precedentemente nota come Samsonite Company Stores Inc., presentò istanza di fallimento secondo il Chapter 11 del codice fallimentare statunitense. Il piano prevedeva la chiusura di circa il 50% dei negozi e il ritiro del marchio “Black Label” dal mercato americano.
Nel giugno 2011, Samsonite effettuò la sua offerta pubblica iniziale (IPO) presso la Borsa di Hong Kong, raccogliendo 1,25 miliardi di dollari.
Nel 2012, il gruppo acquisì per 35 milioni di dollari in contanti il marchio di valigeria di alta gamma Hartmann, fondato nel 1877.
Nell’aprile del 2013, Samsonite acquisì il marchio francese di borse Lipault, noto per il suo design colorato, compatto e moderno, rafforzando così la propria presenza nel segmento della valigeria femminile e urbana. Un mese più tardi, nel maggio 2013, rilevò Speck Products, un’azienda californiana specializzata nella produzione di custodie protettive per smartphone, tablet e laptop
Nel giugno 2014, acquistò per 85 milioni di dollari il marchio di zaini outdoor Gregory Mountain Products, precedentemente di proprietà di Black Diamond, Inc.
Nel marzo 2016, portò a termine la sua più grande acquisizione, rilevando per 1,8 miliardi di dollari il produttore di valigie di lusso Tumi Inc.
Nel aprile 2017, acquisì il sito di e-commerce eBags.com per 105 milioni di dollari.

## Marchi
Elenco dei principali marchi che sono soggetti al controllo dell’azienda Samsonite:
- American Tourister
- eBags
- Gregory Mountain Product
- Hartmann Luggage
- High Sierra
- Kamiliant
- Lipault
- Samsonite
- Tumi

## Stabilimenti

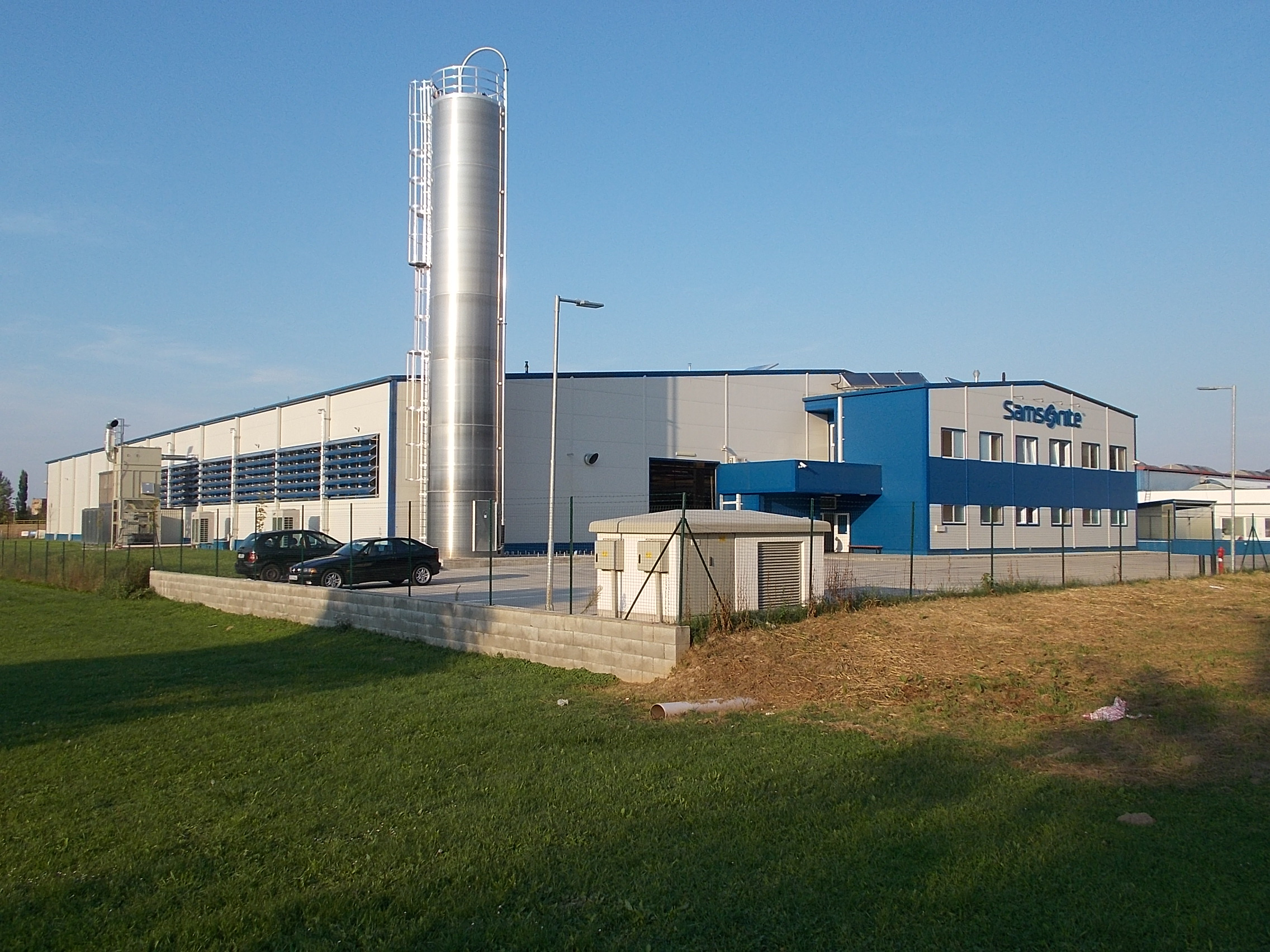
Stabilimento Samsonite a Szekszárd, in Ungheria, nel 2016

Gli stabilimenti produttivi si trovano a:
- Audenarde (Belgio)[18]
- Szekszárd (Ungheria)[19]
- Nashik (India)

## Dati economici
Nel 2017 Samsonite ha registrato ricavi per 3,49 miliardi di dollari con un aumento del 23,3% rispetto all'anno precedente. Ebitda rettificato di 580 milioni di dollari (+19,5%), utile di 355 milioni (+29%). Le vendite: Nord America + 35%, America Latina +18,6%, Europa +16,8%, Asia + 16%.